# Моторный, Василий Иванович
Василий Иванович Моторный — советский хозяйственный, государственный и политический деятель, Герой Социалистического Труда.

## Биография
Родился в 1935 году в селе Ивановка. Член КПСС.
С 1949 года — на хозяйственной, общественной и политической работе. В 1949—1990 гг. — колхозник, механизатор, военнослужащий Советской Армии, тракторист, помощник бригадира, бригадир тракторной бригады колхоза «Зоря комунизму» Новоархангельского района Кировоградской области.
Указом Президиума Верховного Совета СССР от 8 апреля 1971 года присвоено звание Героя Социалистического Труда с вручением ордена Ленина и золотой медали «Серп и Молот».
Проживает на Украине.